# Гончаров Григорій Іванович (депутат)
Григо́рій Іва́нович Гончаро́в (1887 , Свинюха-Комарово, Залиманська волость, Богучарський повіт, Російська імперія  — невідомо ) — український радянський діяч, селянин. Депутат Верховної Ради УРСР 1-го скликання (1940–1947).

## Біографія
Народився 1887 року в родині малоземельного селянина Івана Гончарова, жителя хутора Свинюхи-Комарово, тепер Тихий Дон, Богучарський район, Воронезька область, Росія. Був дванадцятою дитиною у родині. Коли Григорію минуло п'ять років, передчасно померла його мати. Разом і з батьком мандрував по різних губерніях Російської імперії, де батько наймався на роботу по поміщицьких економіях. У 1905 році перебував на Кавказі, брав участь у сутичках робітників із царською жандармерією.
З 1909 по 1913 рік служив у російській армії. З початком Першої світової війни 1914 року мобілізований та відправлений на фронт. Був тричі поранений. Видужавши після поранення, у 1917 році одружився та оселився у селі Білосток на Волині. Провадив власне господарство, наймитував у поміщиків.
З вересня 1939 року, після приєднання західноукраїнських земель до Радянського Союзу, працював головою Білостоцького сільського комітету, а потім головою сільської ради села Білосток Торчинського (нині Луцького) району Волинської області.
24 березня 1940 року обраний депутатом Верховної Ради УРСР 1-го скликання по Торчинському виборчому округу № 309 Волинської області.
Кандидат у члени ВКП(б) з 1943 року.
Станом на квітень 1945 року — працював у Харкові на Курсах по підготовці радянського активу.